# Myotis pilosus
Myotis pilosus is een zoogdier uit de familie van de gladneuzen (Vespertilionidae). De wetenschappelijke naam van de soort werd voor het eerst geldig gepubliceerd door Peters in 1869.

## Voorkomen

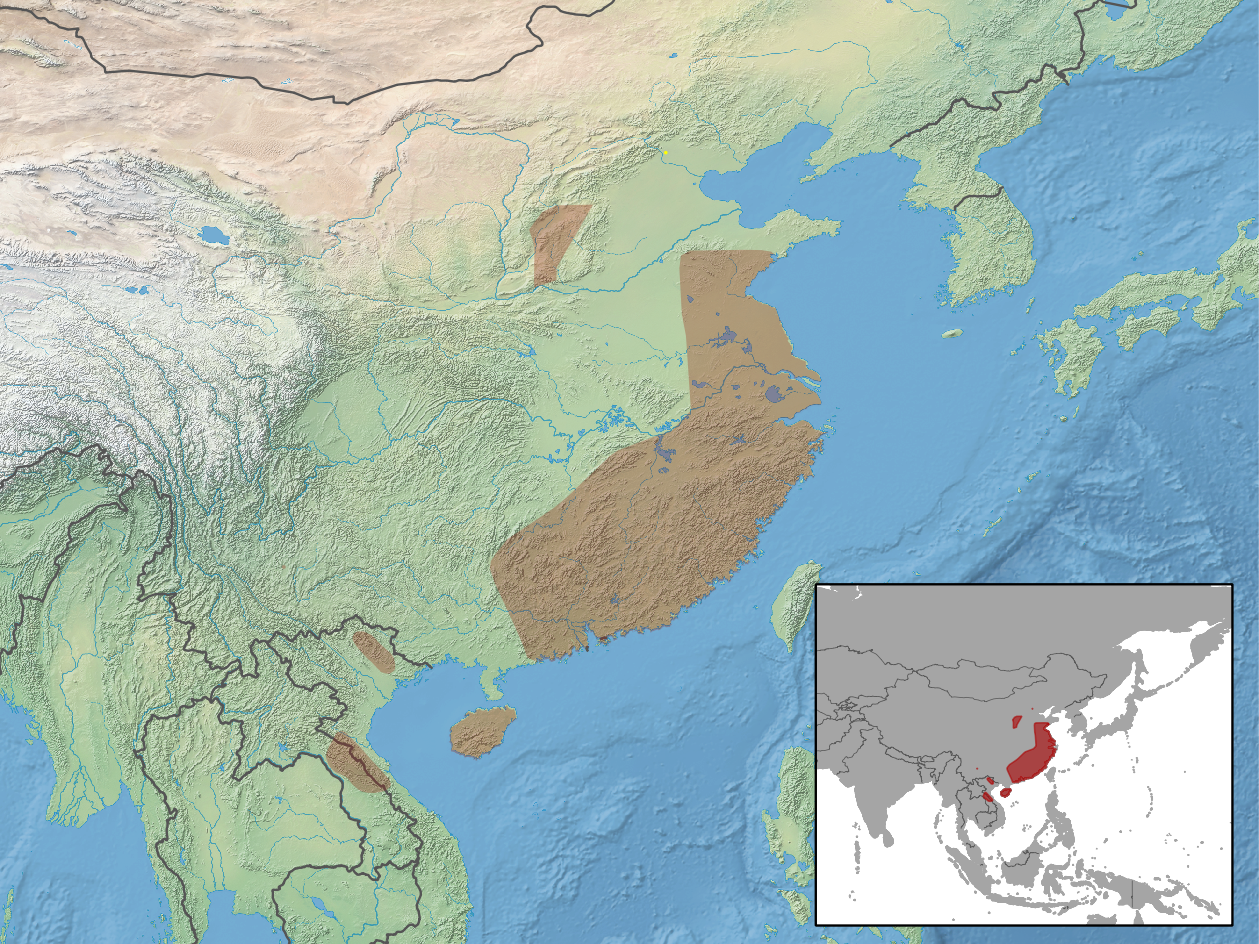
Leefgebied

De soort komt voor in China, Hongkong, Laos en Vietnam.